# Va, cours, vole et nous venge

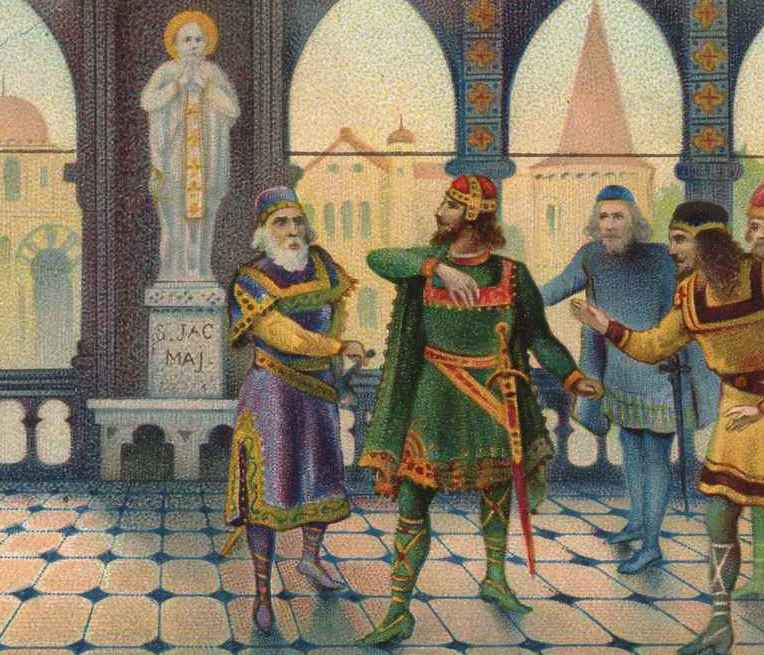
Don Gomes souffletant Don Diègue

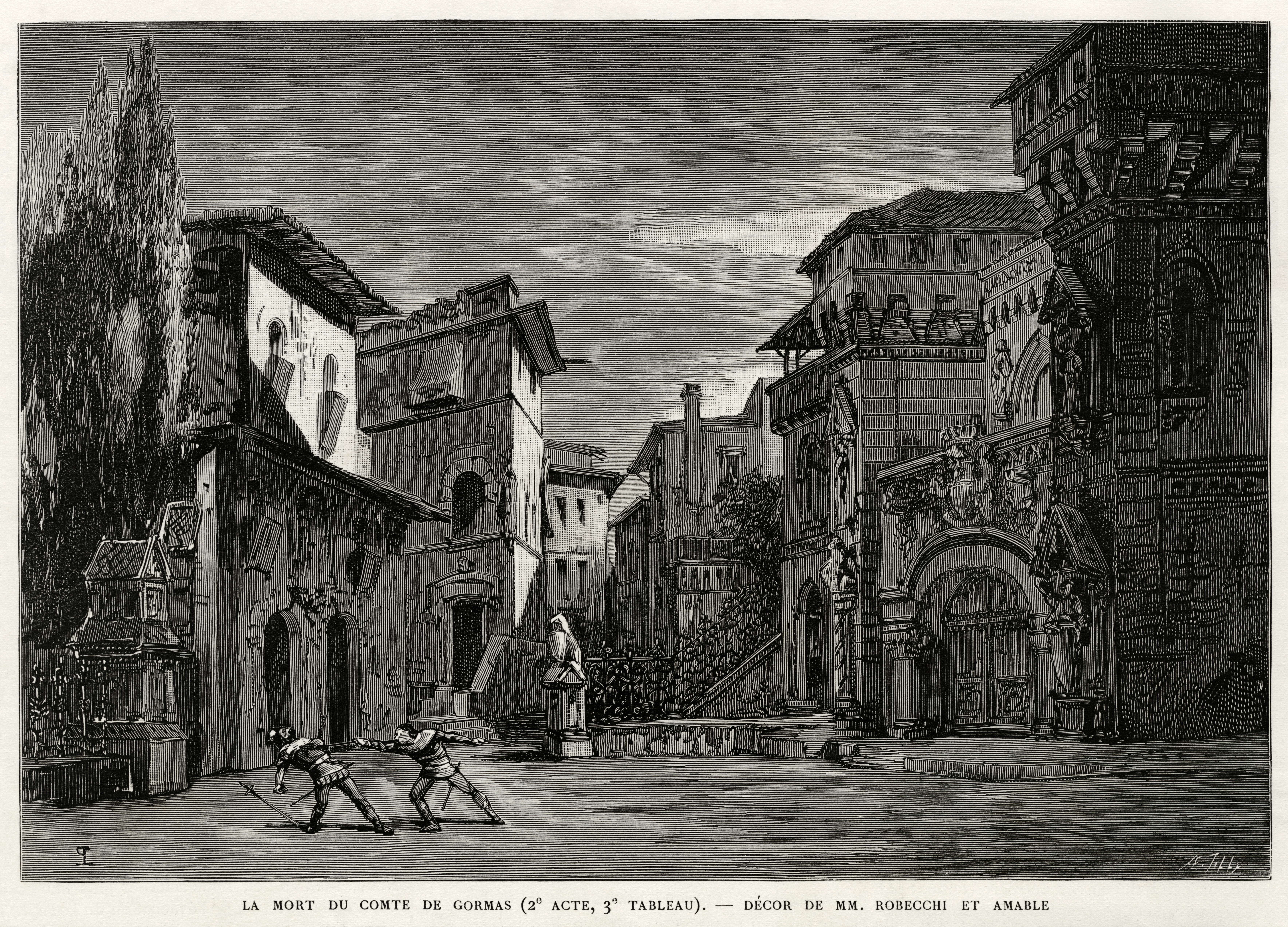
Rodrigue vengeant l'affront fait à son père en tuant Don Gomes, père de Chimène, lors du duel.

« Va, cours, vole et nous venge » est une citation de l'acte I (scène 5) de la pièce de théâtre Le Cid de Pierre Corneille jouée pour la première fois en 1637.

## Contexte
Rodrigue, chevalier chrétien espagnol et fils de Don Diègue est fiancé à Chimène fille de Don Gomès. Ce dernier regrette que le roi ait choisi Don Diègue au poste de gouverneur du prince de Castille et affirme mériter le poste. Les esprits s'échauffent et Don Gomes soufflète Don Diègue qui s'en offusque. Don Diègue est de surcroît touché dans son honneur quand Don Gomès fait tomber son épée.  
Anéanti par cet affront, Don Diègue ne peut, de par son âge avancé, chercher vengeance par lui-même et dans la scène 5, il demande à son fils Rodrigue d'aller tuer Don Gomès malgré le fait que ce dernier soit le père de Chimène. 

## Citation originale
« Ne réplique point, je connais ton amour, Mais qui peut vivre infâme est indigne du jour ;  Plus l’offenseur est cher, et plus grande est l’offense. Enfin tu sais l’affront, et tu tiens la vengeance : Je ne te dis plus rien. Venge-moi, venge-toi ; Montre-toi digne fils d’un père tel que moi. Accablé des malheurs où le destin me range, Je vais les déplorer. Va, cours, vole, et nous venge. »

## Analyse
La citation constitue la dernière phrase de la scène 5 de l'acte 1 et compte (ainsi que la première phrase de la scène « Rodrigue, as-tu du cœur ? ») parmi les grandes citations du théâtre classique français,.
En Espagne comme en France, le « soufflet », gifle donnée de la main ou du gant, est un affront majeur qui équivaut souvent à une provocation en duel. Le texte est l'aboutissement d'une longue tirade plaintive commencée à la scène 4 par Don Diègue et se poursuivant en quasi-monologue tout au long de la scène 5 (Rodrigue ne parlant presque pas). Don Diègue étant anéanti par ce geste et déshonoré de ne plus être en état de combattre, il en appelle à la moralité, à l'honneur et aux liens de filiations qui le lient à Rodrigue mélangeant son honneur au sien (en usant par exemple du terme « nous venge » au lieu de « me venge ») afin que celui-ci combatte Don Gomes à sa place.
La phrase illustre également comment, dans la tragédie classique, la vengeance est publique, commandée et cautionnée par les dirigeants et gouvernants, et exécutée rapidement.

### Figures de style
La citation « Va, cours, vole et nous venge » contient à la fois une gradation (une énumération de mots ou groupes de mots, allant par paliers croissants) ainsi qu'une allitération en « V ».